# Neocurtilla
A Neocurtilla a rovarok (Insecta) osztályának az egyenesszárnyúak (Orthoptera) rendjébe, ezen belül a lótücsökfélék (Gryllotalpidae) családjába tartozó nem.

## Rendszerezés
A nembe az alábbi 6 faj tartozik:
- Neocurtilla chiliensis
- Neocurtilla claraziana
- Neocurtilla hexadactyla
- Neocurtilla maranona
- Neocurtilla robusta
- Neocurtilla scutata